# Подстраж'є
Подстраж'є (хорв. Podstražje) — населений пункт у Хорватії, у Сплітсько-Далматинській жупанії у складі міста Вис.

## Населення
Населення за даними перепису 2011 року становило 40 осіб.
Динаміка чисельності населення поселення:

## Клімат
Середня річна температура становить 16,51 °C, середня максимальна – 28,26 °C, а середня мінімальна – 4,97 °C. Середня річна кількість опадів – 615 мм.
| Клімат поселення                              | Клімат поселення | Клімат поселення | Клімат поселення | Клімат поселення | Клімат поселення | Клімат поселення | Клімат поселення | Клімат поселення | Клімат поселення | Клімат поселення | Клімат поселення | Клімат поселення | Клімат поселення |
| Показник                                      | Січ.             | Лют.             | Бер.             | Квіт.            | Трав.            | Черв.            | Лип.             | Серп.            | Вер.             | Жовт.            | Лист.            | Груд.            |                  |
| Середній максимум, °C                         | 13,23            | 13,10            | 14,93            | 18,10            | 22,77            | 26,60            | 28,20            | 28,26            | 24,16            | 20,26            | 16,07            | 13,10            |                  |
| Середня температура, °C                       | 9,13             | 9,01             | 10,86            | 14,01            | 18,70            | 22,53            | 25,50            | 25,57            | 21,49            | 17,56            | 13,37            | 10,39            |                  |
| Середній мінімум, °C                          | 5,09             | 4,97             | 6,79             | 9,94             | 14,61            | 18,46            | 22,79            | 22,87            | 18,77            | 14,86            | 10,69            | 7,73             |                  |
| Норма опадів, мм                              | 60               | 48               | 56               | 49               | 41               | 32               | 20               | 35               | 54               | 68               | 81               | 71               |                  |
| Середньомісячна швидкість вітру, м/с          | 3.83             | 3.97             | 4.03             | 3.76             | 3.30             | 3.00             | 3.00             | 2.90             | 3.23             | 3.46             | 4.26             | 4.09             |                  |
| Середньомісячна сонячна радіація, кДж/м²·день | 5707             | 8478             | 12151            | 16868            | 20889            | 23616            | 25210            | 22062            | 16412            | 10705            | 6200             | 4817             |                  |
| --------------------------------------------- | ---------------- | ---------------- | ---------------- | ---------------- | ---------------- | ---------------- | ---------------- | ---------------- | ---------------- | ---------------- | ---------------- | ---------------- | ---------------- |
| Джерело:                                      |                  |                  |                  |                  |                  |                  |                  |                  |                  |                  |                  |                  |                  |